# روستين جريفيتس
روستين جريفيتس (بالإنجليزية: Rostyn Griffiths)‏ (10 مارس 1988 بستوك أون ترينت في المملكة المتحدة - ) هو لاعب كرة قدم أسترالي في مركز الوسط. شارك مع منتخب أستراليا تحت 17 سنة لكرة القدم. أما مع النوادي، فقد لعب مع بلاكبيرن روفرز ورودا ياي سي وسنترال كوست مارينرز ونادي أديلايد يونايتد ونادي أكرينغتون ستانلي ونادي برث غلوري ونادي غوانغجو آر أند إف وNorthern Fury FC ‏ وGretna F.C. ‏.

## وصلات خارجية
- روستين جريفيتس على موقع قاعدة بيانات كرة القدم.إي يو (الإنجليزية)
- روستين جريفيتس على موقع Soccerbase.com (لاعب) (الإنجليزية)
- روستين جريفيتس على موقع Soccerway.com (الإنجليزية)
- روستين جريفيتس على موقع عالم كرة القدم.نت (الإنجليزية)